# Hottea neibensis
Hottea neibensis är en myrtenväxtart som beskrevs av Brother Alain. Hottea neibensis ingår i släktet Hottea och familjen myrtenväxter. Inga underarter finns listade i Catalogue of Life.